# 이이 나오요시 (1910년)

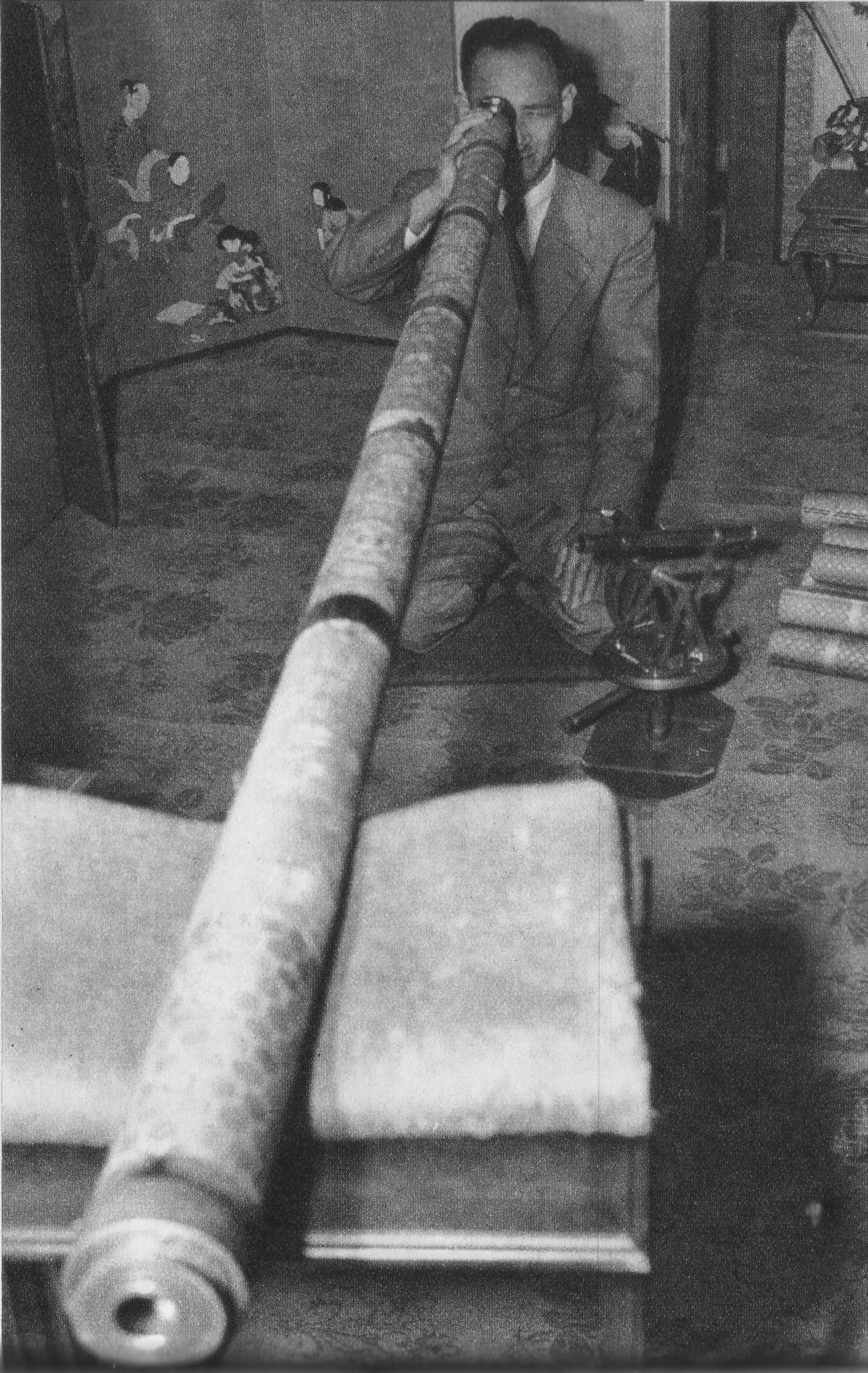
이이 나오요시

이이 나오요시(일본어: 井伊直愛)는 일본의 수산학자, 정치인이다. 옛 히코네번 이이가(旧彦根藩主井伊家) 제16대 당주. 히코네시 명예시민.
선대 당주 이이 나오타다 백작의 장남이자 막말의 다이로 이이 나오스케의 증손이다. 아내는 쇼쇼 후작의 장녀·후미이다.

## 같이 보기
- 이이씨

| 전임 이이 나오타다 | 제37대 이이가 당주 1947년 ~ 1993년 | 후임 이이 나오히데 |